# Muzeum Pamiątek Turystycznych PTTK w Radomiu
Muzeum Pamiątek Turystycznych PTTK w Radomiu – muzeum położone w Radomiu. Placówka jest prowadzona przez Oddział Miejski PTTK im. Ks. J. Wiśniewskiego w Radomiu.
Idea założenia muzeum powstała w 1996 roku. Zaczątkami ekspozycji było okazjonalne wystawy, urządzone w 1997 i 1998 roku (druga w gmachu Muzeum im. Jacka Malczewskiego w Radomiu z okazji 90-lecia Oddziału PTTK). W 1997 roku placówka otrzymała lokal przy ul. Miłej 10, na który składało się pięć pomieszczeń. Prace porządkowe i adaptacyjne zakończyły się w 1999 roku kiedy to placówka została otwarta.
Na zbiory muzeum składają się pamiątki turystyczne w postaci: znaczków, medali, proporców, naszywek oraz plakietek. Dotyczą one zarówno działalności oddziałów PTTK zarówno z Radomia, jak i innych miejscowości.
Placówka jest czynna we wtorki, w pozostałe dni – po uprzednim uzgodnieniu.